# Districtul Prievidza

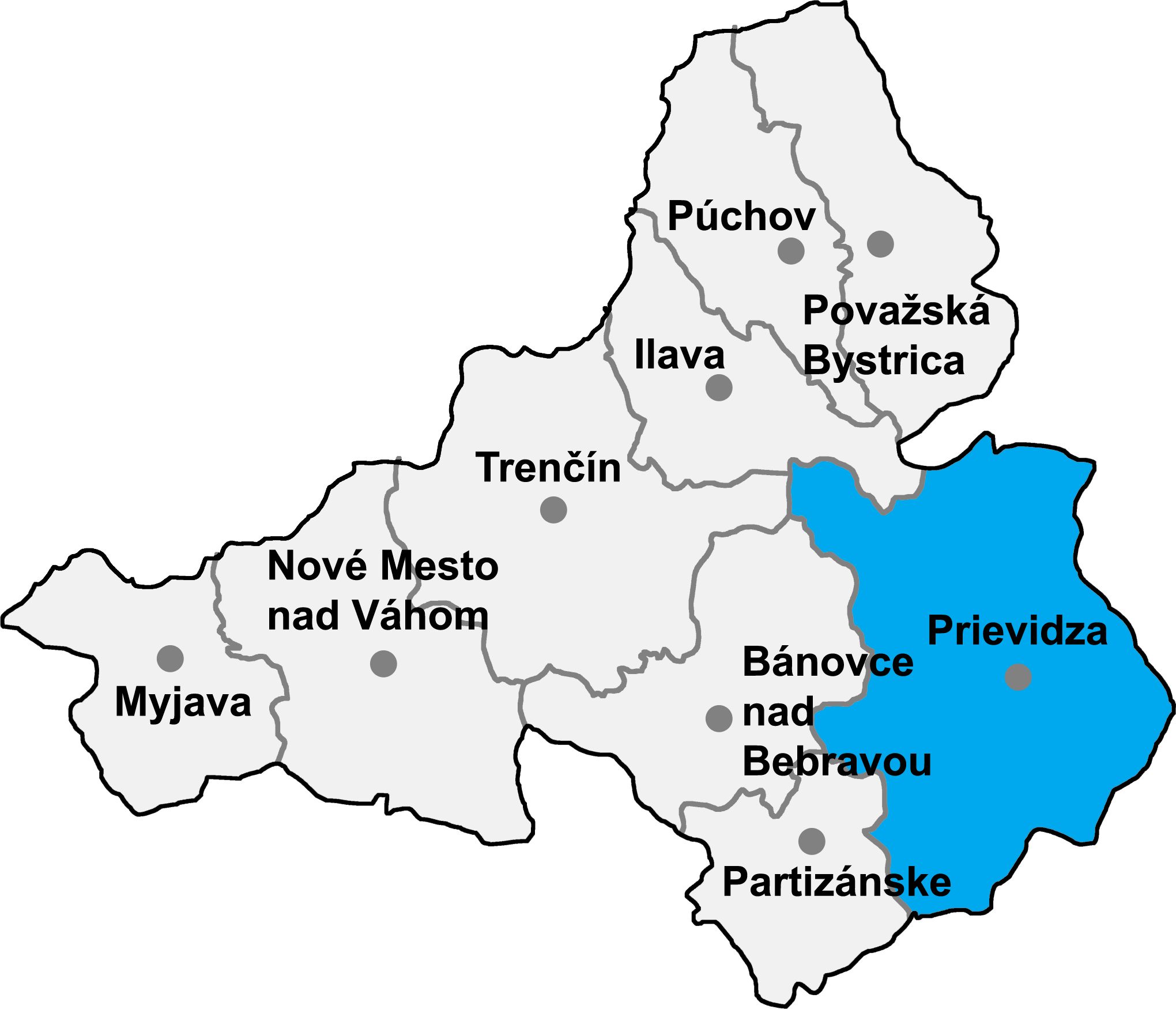
Districtul Prievidza

Districtul Prievidza (okres Prievidza) este un district în Slovacia vestică, în Regiunea Trenčín. 

## Demografie
| An:                | 1994    | 2004    | 2014    | 2024    |
| ------------------ | ------- | ------- | ------- | ------- |
| Număr de persoane: | 141.005 | 139.502 | 136.554 | 127.650 |
| Diferență:         |         | −1,06%  | −2,11%  | −6,52%  |

| An:                | 2023    | 2024    |
| ------------------ | ------- | ------- |
| Număr de persoane: | 128.613 | 127.650 |
| Diferență:         |         | −0,74%  |

## Comune
- Bojnice
- Bystričany
- Cigeľ
- Čavoj
- Čereňany
- Diviacka Nová Ves
- Diviaky nad Nitricou
- Dlžín
- Dolné Vestenice
- Handlová
- Horná Ves
- Horné Vestenice
- Chrenovec-Brusno
- Chvojnica
- Jalovec
- Kamenec pod Vtáčnikom
- Kanianka
- Kľačno
- Kocurany
- Kostolná Ves
- Koš
- Lazany
- Lehota pod Vtáčnikom
- Liešťany
- Lipník
- Malá Čausa
- Malinová
- Nedožery-Brezany
- Nevidzany
- Nitrianske Pravno
- Nitrianske Rudno
- Nitrianske Sučany
- Nitrica
- Nováky
- Opatovce nad Nitrou
- Oslany
- Podhradie
- Poluvsie
- Poruba
- Pravenec
- Prievidza
- Radobica
- Ráztočno
- Rudnianska Lehota
- Sebedražie
- Seč
- Šutovce
- Temeš
- Tužina
- Valaská Belá
- Veľká Čausa
- Zemianske Kostoľany